# Тхемін
Лі Тхемін (кор. 이태민, англ. Lee Tae Min; нар. 18 липня 1993, Сеул, Південна Корея), знаніший як Тхемін (кор. 태민) — південнокорейський співак, автор пісень, танцюрист і актор. Є головним танцюристом і вокалістом популярного юнацького гурту SHINee та учасником супергурту SuperM.
Сольна кар'єра Тхеміна почалася у серпні 2014 року з виходом дебютного мініальбому Ace. Він посів перше місце у Gaon Album Chart, а головний сингл «Danger» досяг п'ятого місця у Gaon Weekly Digital Chart. Його перший студійний альбом Press It, що вийшов 23 лютого 2016 року, також досяг вершини альбомного чарту. Сингл «Press Your Number» в оригіналі був написаний Бруно Марсом, але Тхемін написав новий текст, щоб пісня з'явилася корейською мовою. 27 липня того ж року він також випустив дебютний японський мініальбом Solitary Goodbye.
У 2017 році Тхемін випустив свій другий повноцінний корейський альбом Move, головна пісня привернула увагу завдяки своїй нестандартній хореографії. Перевипуск Move-ing, вийшло 10 грудня 2017 року, з треком «Day and Night». 2018 року Тхемін випустив свій перший повноцінний японський альбом Taemin — це збіглося з його першим туром по Японії. У лютому 2019 року Тхемін випустив свій другий корейський мініальбом Want з головним треком з тією ж назвою.

## Кар'єра

### 2008−2013: Починання у кар'єрі
Лі Тхемін народився 18 липня 1993 року в Сеулі. В дитинстві він мріяв стати пілотом, поки в шостому класі не відкрив для себе танці. Батьки відправили його на прослуховування у SM Entertainment, і хлопця одразу ж взяли в агентство. 2008 року Тхеміна вибрали як учасника нового юнацького гурту SHINee, у складі якого дебютував у 14-му віці. SHINee офіційно виступили 25 травня на музичному шоу Inkigayo. 2009 року Тхемін показав себе як актора у комедії MBC «Те Хі, Хе Гє, Чі Хен» у ролі Джунсу.

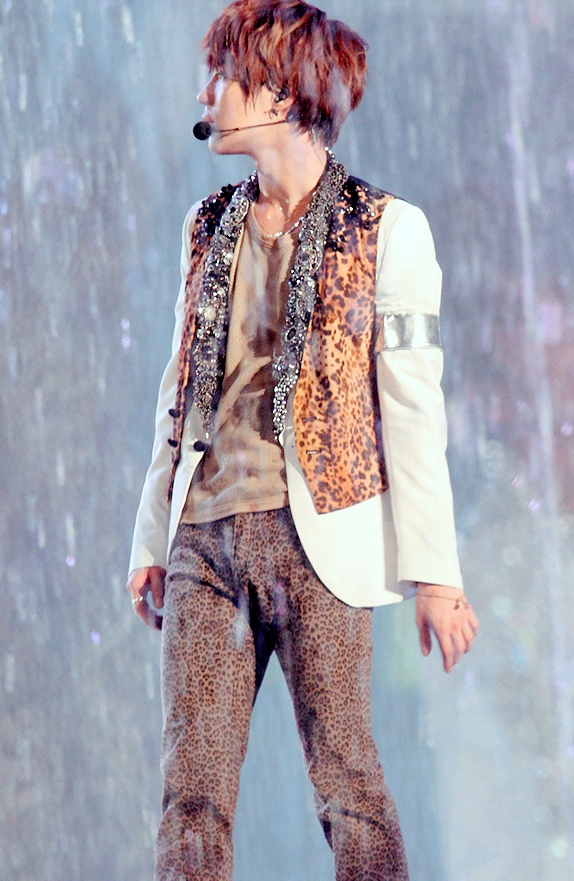
Тхемін на SHINee World II у Сеулі, липень 2012 року

У січні 2012 року Тхемін вперше спробував себе у закадровому перекладі для мультфільму «Пухнасті проти Зубастих», де його голосом говорив головний герой Джонні. Він також взяв участь у музичному шоу змагань Immortal Songs 2 як учасник
19 вересня він випустив свій перший OST «U» до дорами «Для тебе у всьому цвіті», де одну з головних ролей виконав його одногрупник Мінхо. 16 жовтня стало відоме о колаборації SM Entertainment і Hyundai, де Тхемін взяв участь разом з Інхьоком (Super Junior), Генрі (Super Junior-M), Хеєн (Girls' Generation), Каєм і Луханом (EXO) у виконанні пісні «Maxstep». Коротке відео було показано на наступний день.
У квітні 2013 року SM Entertainment оголосили, що Тхемін візьме участь у реаліті-шоу «Ми одружилися», його партнером стала Наин з Apink. У тому ж році знявся у трьох епізодах дорами «Агентство знайомств: Сіано» у ролі айдола Рея (Ян Хо Еля). 7 червня вийшов дебютний сингл Генрі «Trap», записаний при участі Тхеміна і Кюхьона. У грудні взяв участь у записі саундтреку «Footsteps» для дорами «Прем'єр-міністр і я».

### 2014−2016:Ace,Press ItіSolitary Goodbye
18 серпня 2014 року Тхемін випустив свій дебютний мініальбом Ace. Відеокліп на пісню «Danger» вийшов 16 серпня. Хореографія «Danger» була придумана Ієном Іствудом, американським хореографом, і командою BeatBurger. Тхемін відвідував танцювальну студію у Лос-Анджелесі, щоб вивчити танець.
3 лютого 2015 року Тхемін був підтвердженим учасником першого сезону шоу «Пара, створена на небесах». 14 квітня було підтверджена участь в шоу «Я знову пішов у школу» каналу JBTC. 1 червня вийшов саундтрек «That Name», записаний з одногрупником Джонхьоном для дорами «Школа 2015: Хто ти?». Пісня дебютувала на 36 місці в цифровому сингловому чарті.

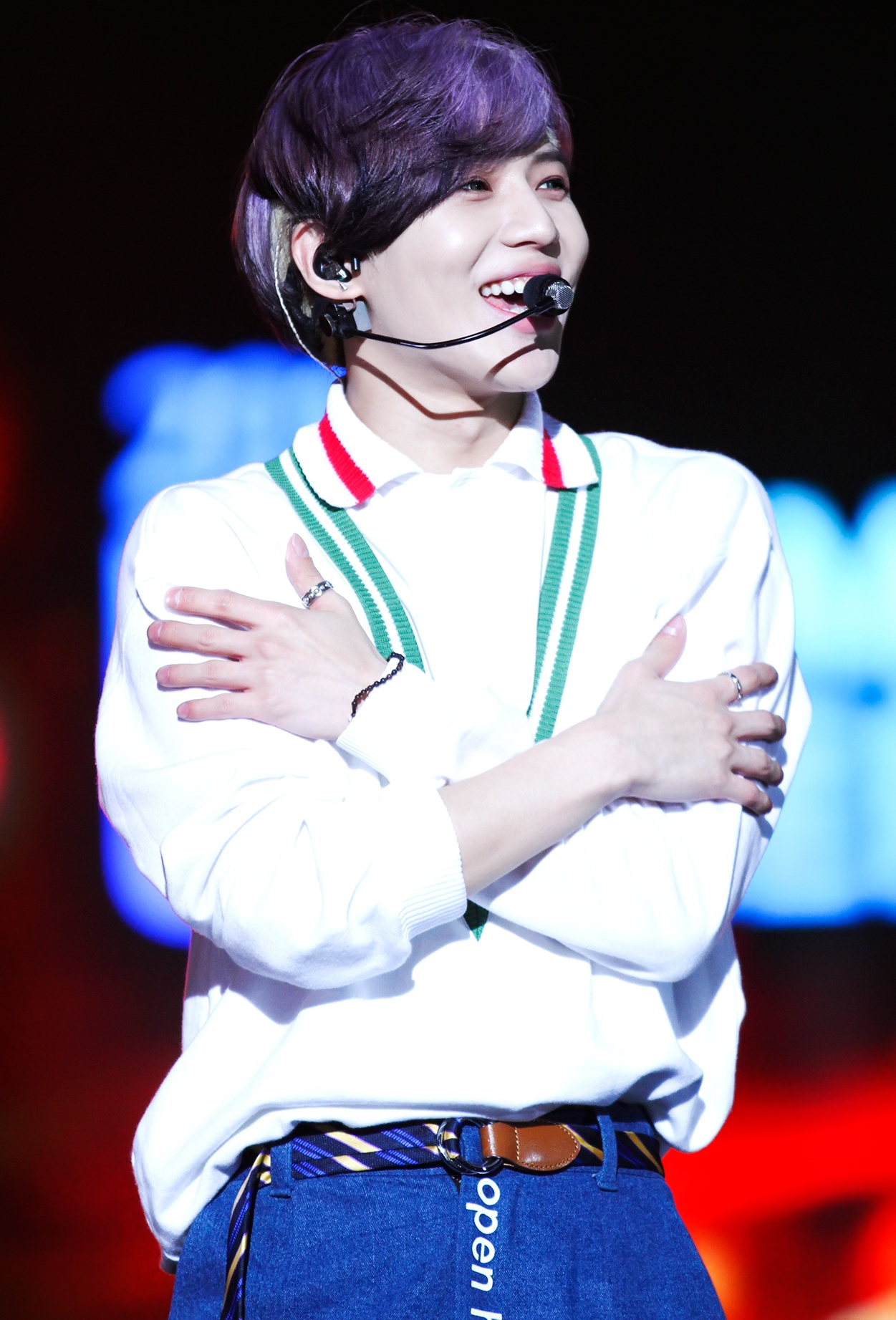
Тхемін на Dream Concert, травень 2015 року

Перший студійний альбом Press It вийшов 23 лютого 2016 року. Бруно Марс, відомий по хітах «Treasure» і «Marry You», став одним з творців пісні «Press Your Number», в оригіналі тексту якого був написаний Бруно особисто. На виступі по нагоді виходу альбому, ведучим котрого став Мінхо, Тхемін сказав: «Після випуску мініальбому я виступав з SHINee, але я також провів багато часу, працюючи над своїм наступним сольним альбомом, […] Я дуже багато займався вокалом і танцями на приватних уроках і задивлявся на свої минулі пісні. Я хочу сказати, що став сильнішим артистом».
У червні був анонсований японський дебют, дебютний виступ пройшов 18 липня, у день 23-річчя Тхеміна. Дебютний японський мініальбом Sayonara Hitori вийшов 27 липня. До нього також увійшла японська версія пісні «Press Your Number». У червні також було оголошено про участь Тхеміна у реаліті-шоу Hit the Stage. Він виступав з Кохару Сугаварой, хореографом його дебютного японського сингла «Solitary Goodbye». У другому епізоді Тхемін посів перше місце.

### 2017−сьогодення:Flame of Love,Move,Want,Famousі дебют у SuperM
У липні 2017 року Тхемін провів свій перший японський концерт на арені Ниппон Будокан в Токіо і випустив новий японський сингл «Flame of Love»; концерт відвідало 28 тисяч людей. Наприкінці серпня впродовж трьох днів були проведені перші корейські сольні концерти Off-Sick, які відвідали 12 тисяч людей. 14 і 15 жовтня відбулися повторні концерти у Джамсил Арені, привернувши уваги удвічі більше людей, ніж попередні шоу. У серпні була анонсована перша японська дорама Тхеміна «Останнє життя: Навіть якщо завтра ти зникнеш» Його партнером став Сета Мацуда. Головний саундтрек «What's This Feeling» також був виконаний Тхеміном.
У жовтні 2017 Темін доєднався до знімання реаліті-шоу The Unit в якості наставника. 16 жовтня вийшов другий студійний альбом Move. Головний сингл альбому привернув до себе багато уваги завдяки унікальний хореографії і породив тренд «Move Disease» після того як музичний кліп на пісню став вірусним у Південній Кореї.
10 грудня вийшло перевидання альбому під назвою Move-ing. 18 грудня Джонхьон був екстрено відправлений в одну з лікарень Сеула після спроби суїциду, отруївшись чадним газом. Через декілька годин SM Entertainment підтвердив інформацію про його смерть, внаслідок чого всі виступи Тхеміна були зразу скасовані.

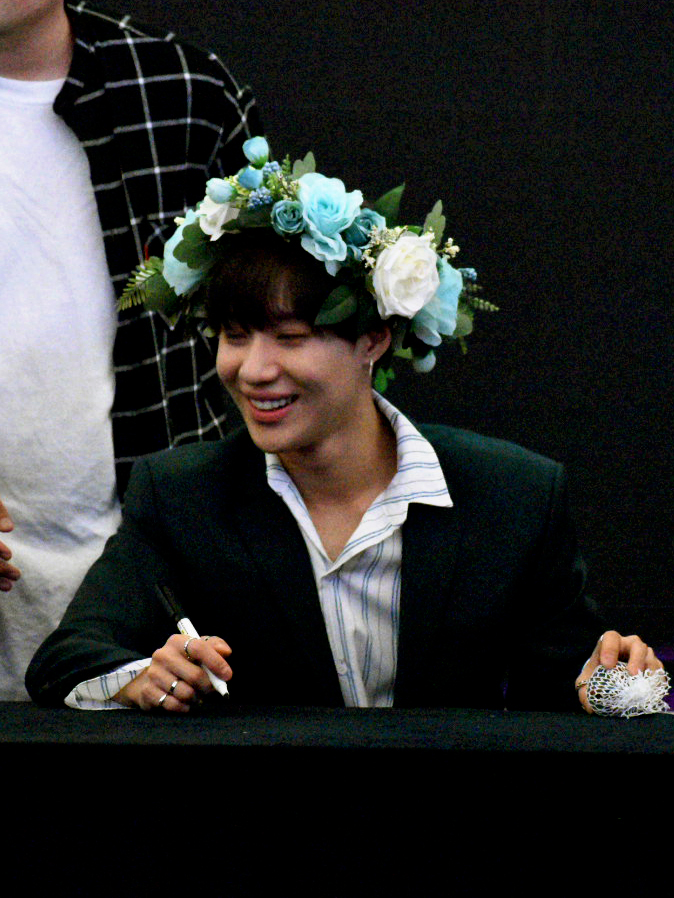
Тхемін на фансайні SHINee, червень 2018 року

На початку 2018 року Тхемін продовжив діяльність у складі SHINee — у лютому гурт дав серію японських концертів SHINee World 2018 THE BEST ~ FROM NOW ON ~ Dome Tour. 23 березня він вперше за останні місяці виступив сольно на Music Bank у Чилі. Щоб вшанувати пам'ять свого колеги Джонхьона, Тхемін виконав баладу «최면(Hypnosis)». У вересні він почав свій перший японський тур. 28 листопада Тхемін випустив свій перший японський повноформатний альбом TAEMIN.
У травні 2018 Темін брав участь у шоу JTBC Why Not? The Dancer. У шоу він разом з Инхьоком та Лі Ґікваном з Highlight подорожували Лос-Анджелесом у своєму прагненні стати хореографами.
У червні 2018 року брав учать у шоу The Call Project No.4, де разом з репером BewhY записав пісню «Pinocchio (피노키오)».
11 лютого 2019 року вийшов другий корейський мініальбом Want. З 15 по 17 березня виконавець провів серію концертів T1001101 на спортивній арені SK Olympics.
4 серпня Тхемін випустив у цифровому виді свій третій японський мініальбом Famous, з фізичним релізом 28 серпня, через EMI Records Japan і Universal Music Japan. Головна пісня «Famous» вийшла 26 липня разом з музичним відео.
7 серпня стало відомо, що Тхемін є учасником SuperM, «супергурту K-pop», сформованої SM Entertainment у співпраці з Capitol Records. Просування гурту було заплановане на жовтень і спрямоване на американський ринок. Однойменний дебютний мініальбом SuperM вийшов 4 жовтня з головним синглом «Jopping».

## Особисте життя
У березні 2011 року Тхемін перевівся у Hanlim Multi Art School з Chungdam High School, щоб підстроїтися під завантажений розклад японського просування SHINee. Він закінчив її у лютому 2012 року, але не зміг відвідати випускну церемонію у зв'язку з діяльністю у групі. Навчався в університеті Менджі за спеціальністю «Мюзикл і фільм».

## Дискографія
Студійні альбоми
- Press It (2016)
- Move (2017)
- Taemin (2018)
- Never Gonna Dance Again (2020)

### Авторство у написанні пісень
Всі дані наведені згідно бази даних Korean Music Copyright Association.
| Пісня                       | Рік  | Виконавець   | Альбом                         | Со-авторство             |
| --------------------------- | ---- | ------------ | ------------------------------ | ------------------------ |
| «Press Your Number»         | 2016 | Темін        | Press It                       | Tenzo & Tasco            |
| «Soldier»                   | 2016 | Темін        | Press It                       | Н/Д                      |
| «Day and Night» (낮과 밤)   | 2017 | Темін        | Move-ing                       | Н/Д                      |
| «Pinocchio»                 | 2018 | Темін, Bewhy | The Call Project No. 4         | JQ, Kim Jin, Mola, Bewhy |
| «Our Page» (네가 남겨둔 말) | 2018 | Shinee       | The Story of Light EP.3        | Shinee, Kenzie           |
| «2 Kids»                    | 2020 | Темін        | Never Gonna Dance Again: Act 1 | Jo Yoon-kyung            |
| «Heaven»                    | 2020 | Темін        | Never Gonna Dance Again: Act 2 | Yoo Young-jin            |
| «Think of You» (안아줄래)   | 2020 | Темін        | Never Gonna Dance Again: Act 2 | Н/Д                      |
| «Pansy»                     | 2020 | Темін        | Never Gonna Dance Again: Act 2 | Jung Young-ah            |

1. ↑  Також вказаний як композитор

## Фільмографія

### Фільм
| Рік  | Назва             | Роль      | Нотатки                               | Прим.  |
| ---- | ----------------- | --------- | ------------------------------------- | ------ |
| 2012 | Koala Kid         | Джонні    | Актор озвучання у корейському дубляжі | [ 5 ]  |
| 2012 | I Am              | Грає себе | Документальний фільм SM Town          | [ 62 ] |
| 2015 | SM Town the Stage | Грає себе | Концертний фільм SM Town              | [ 63 ] |

### Телебачення
| Рік  | Назва                                      | Роль               | Нотатки          | Прим.  |
| ---- | ------------------------------------------ | ------------------ | ---------------- | ------ |
| 2009 | Tae Hee, Hye Kyo, Ji Hyun                  | Джунсу             |                  | [ 4 ]  |
| 2011 | Athena: Goddess of War                     | Грає себе          | Камео            | [ 64 ] |
| 2011 | Moon Night '90                             | Kim Sung-jae       | Deux episode     | [ 65 ] |
| 2011 | High Kick! 3                               | Himself            |                  | [ 66 ] |
| 2012 | Salamander Guru and The Shadows            | Master of Disguise |                  | [ 67 ] |
| 2013 | Dating Agency: Cyrano                      | Yang Ho-yeol/Ray   |                  | [ 10 ] |
| 2013 | The Miracle                                | Кім Тан            | The Heirs parody | [ 68 ] |
| 2017 | Final Life: Even If You Disappear Tomorrow | Сон Сіон           |                  | [ 29 ] |

### Вар'єте шоу
| Рік       | Назва                        | Нотатки                    | Прим.  |
| --------- | ---------------------------- | -------------------------- | ------ |
| 2012      | Immortal Songs 2             | Учасник                    | [ 6 ]  |
| 2013–2014 | We Got Married               | з Сон Наин                 | [ 9 ]  |
| 2015      | Match Made in Heaven Returns | Учасник акторського складу | [ 11 ] |
| 2015      | Off to School                | Учасник акторського складу | [ 12 ] |
| 2016      | Hit the Stage                | Учасник                    | [ 19 ] |
| 2017      | The Unit                     | Наставник                  | [ 31 ] |
| 2018      | Why Not? The Dancer          | Учасник акторського складу | [ 45 ] |
| 2018      | The Call                     | Учасник акторського складу | [ 46 ] |

### Веб-шоу
| Рік       | Назва                | Прим.  |
| --------- | -------------------- | ------ |
| 2017      | The Taemin: Xtra Cam | [ 69 ] |
| 2020–2021 | Taem-log 6v6         | [ 70 ] |
| 2020      | Rare-Taem            | [ 71 ] |

## Концерти й тури

### Хедлайнер
- Taemin The 1st Stage Nippon Budokan (2017)
- Off-Sick (2017)
- TAEMIN Japan 1st Tour «SIRIUS» (2018)
- T1001101 (2019)
- TAEMIN ARENA TOUR 2019 ～X™️～ (2019)